# Vincent Courtois
Vincent Courtois (Parijs, 21 maart 1968) is een Franse jazzcellist.

## Biografie
Courtois studeerde klassieke cello aan het conservatorium van Aubervilliers, eerst bij Erwan Fauré, daarna bij Roland Pidoux en Frédéric Lodéon. Hij speelde ook met Didier Levallet en Dominique Pifarély en sinds 1988 als orkestleider van Christian Escoudé en Didier Levallet (Swing String System) in Parijs. Daarnaast startte hij in 1990 zijn eigen kwartet en bracht in datzelfde jaar zijn debuut soloalbum Cello News uit. Hij speelde in het duo met Martial Solal uit 1993, met Julien Lourau in het Pendulum Quartet, met Franck Tortiller in de band Tukish Blend en het trio Zebra 3 en daarnaast speelde hij met Xavier Desandre Navarre. Hij heeft ook bijgedragen aan het album Marvelous (1994) met Michel Petrucciani, Tony Williams en Dave Holland.
In 1995 voerde Courtois zijn eerste soloconcerten uit, speelde hij in het septett van François Corneloup en werkte hij samen met Louis Sclavis om muziek te maken voor film en theater. Hij nam ook twee albums op met het kwintet van Rabih Abou-Khalil en in 1998 nam hij deel aan een ensemble onder leiding van Pierre Favre en een trio met Yves Robert. In 2000 trad hij op in drie trio-opstellingen, in 2002 speelde een kwintet op het festival Banlieues Bleues en in een trio met Ellery Eskelin en Sylvie Courvoisier. In 2005 vervoegde Courtois Michele Rabbia en Marilyn Crispell om met zijn eigen trio in Bamako te spelen. Hij was betrokken bij Henri Texier bij het opnemen van de muziek op de film Holy Lola van Bertrand Tavernier. In 2006 startte hij een nieuw kwartet met Jeanne Lagt, Marc Baron en François Merville. In 2008 bracht hij met Ze Jam Afane het album L'homme avion uit.

## Discografie

### As leader
- 1990: Cello News (Nocturne), met Vincent Courtois Quartet (Pierre Christophe, Benoit Dunoyer de Segonzac, Serge Gacon)
- 1991: Pleine Lune (Nocturne), met Pierre Christophe, Xavier Desandre, Benoît Dunoyer de Segonzac, Serge Gacon, and Julien Loureau
- 1994: Turkish Blend (Al Sur), met Gilles Andrieux
- 1995: Pendulum Quartet (Bond Age), met Julien Lourau, Benoit Dunoyer de Segonzac en Daniel Garcia Bruno
- 2000: Translucide (Enja), met Noël Akchoté, Michel Godard en Yves Robert
- 2001: The Fitting Room (Enja Records), met Marc Ducret en Dominique Pifarély
- 2003: Les Contes de Rose Manivelle (Le Triton)
- 2005: Trio Rouge met Lucilla Galeazzi en Michel Godard
- 2006: What Do You Mean By Silence? (Le Triton), met Vincent Courtois Quartet
- 2008: L'homme Avion (Chief Inspector), met Ze Jam Afane
- 2008: As Soon As Possible (C.A.M. Jazz), met Sylvie Courvoisier en Ellery Eskelin
- 2010: L'Imprévu (La Buissonne)
- 2011: Live In Berlin (Le Triton), met Vincent Courtois Quartet
- 2012: Mediums (La Buissonne)
- 2014: West (La Buissonne)
- 2017: Bandes Originales (La Buissonne), met Daniel Erdmann, Robin Fincker

### Collaborations
Met Stefano Battaglia/Michele Rabbia/Dominique Pifarély/Michel Godard
- 2002: Atem (Splasc(H))

Met John Greaves, Sophia Domancich
- 2003: The Trouble with Happiness (Le Chant du Monde)

Met Michael Riessler & Singer Pur
- 2004: Ahi Vita (ACT)

Met Michele Rabbia en Marilyn Crispell
- 2006: Shifting Grace (CAM Jazz)

Met Daniel Erdmann, Samuel Rohrer en Frank Möbus
- 2011: How to Catch a Cloud (Intakt)
- 2013: From the Inside of a Cloud (Arjunamusic)
- 2015: Ten Songs About Real Utopia (Arjunamusic)

Met Joëlle Léandre
- 2014: Live at Kesselhaus Berlin 08.06.2013 (Jazzdor Series)

Met Louis Sclavis en Dominique Pifarely
- 2017: Asian Field Variations (ECM)

Met Fie Schouten en Guus Janssen
- 2023: VOSTOK Remote Islands[14] (Relative Pitch Records)

### As sideman
Met Rabih Abou-Khalil
- 1988: Yara (Enja Records)
- 2001: The Cactus of Knowledge (Enja Records)

- Bibliothèque nationale de France: cb14008770r (data)
- Gemeinsame Normdatei: 135124468
- International Standard Name Identifier: 0000 0001 1450 8268
- Library of Congress Control Number: no98055293
- MusicBrainz: 6708f6f0-8ac8-4c46-8d1e-ce7038f36789
- Nationale Bibliotheek van Tsjechië: xx0093217
- Nationale Bibliotheek van Israël: 987007332396405171
- Système universitaire de documentation: 155855441
- Virtual International Authority File: 85923427
- WorldCat: E39PBJmDgvCWtQpyFhHc9BcXVC